# David M. Rodriguez
David M. Rodriguez es un general del Ejército de Estados Unidos actual comandante del AFRICOM.

## Biografía
Nació en West Chester, Pennsylvania, y se graduó en West Point en 1976. Ha servido en las guerras del Golfo, Irak, y en la guerra de Afganistán como comandante del Mando Conjunto de la ISAF, con el general de división español Javier Cabeza Taberné como comandante adjunto. Fue el comandante en jefe de la FORSCOM (Comando de las Fuerzas del Ejército de Estados Unidos) con sede en Fort Bragg. Rodriguez fue nombrado general de cuatro estrellas en septiembre de 2011.